# Каури — голова змеи
Каури — голова змеи (лат. Monetaria caputserpentis) — вид морских брюхоногих моллюсков из семейства каури.
Длина тела 2—4 см. Основной цвет раковины красновато-коричневый, с большим количеством беловатых точек на верхней стороне, которые иногда имеют чёткие продольные линии. Нижняя сторона светло-бежевая. Часто эти раковины продаются с фиолетовым верхом, что достигается путём погружения верхней части раковины в кислоту.
Это один из наиболее распространенных моллюсков, имеет небольшие экологические требования и, следовательно, численность его популяции оценивается в сотни миллионов особей. Название вида связано с рисунком на раковине, напоминающим голову змеи.
Моллюск обитает по всей акватории Индо-Тихоокеанской области — у восточного побережья Африки, Южной Азии и по всему побережью Австралии и на островах Новой Зеландии. Он живёт на кораллах, рифах и скалистых берегах от приливной зоны до глубины 200 метров.